# Telestula batoni
Telestula batoni är en korallart som beskrevs av F. Weinberg 1990. Telestula batoni ingår i släktet Telestula och familjen Clavulariidae. Inga underarter finns listade i Catalogue of Life.